# 陈静妃
陳靜妃（？—1550年），名失考，明朝明世宗朱厚熜之妃。

## 生平
陳氏出生及入宮時間均不詳。嘉靖二十九年（1550年）五月初二日，「未封妃陳氏」卒，追封為靜妃，喪葬如妃禮。嘉靖三十年（1551年）六月二十四日，奉命挑選已故何睦妃墓地的禮部左侍郎程文德表示金山一帶的墓地已無剩餘，考慮到嘉靖帝之前曾經下旨稱包宜妃與陳靜妃的去世時間相近，可以合葬於同一墓地，而且成化帝諸妃皆合葬於同一墓地，既節省民力，又體現仁愛之言，於是認為何睦妃應與包宜妃、陳靜妃合葬。嘉靖帝認同此方案，還特別下旨稱：「祖宗成法當守，王制亦當遵。古世婦御妻數俱用九，其自今以九妃同墓，共一享殿，而中為七室，所司如諭奉行」。根據《太常續考》的記載，陳靜妃與包宜妃、何睦妃、王麗妃、褚晏妃、張常妃、王莊妃、高和妃、彭安妃於金山合葬同一墓，葬地位於西山紅石口。